# Mamadou Diagna Ndiaye
Mamadou Diagna Ndiaye (* 10. Februar 1949) ist ein senegalesischer Manager und Sportfunktionär.

## Ausbildung und Berufsleben
Nach seinem Schulbesuch studierte Mamadou Diagna Ndiaye Jura in Dakar, Paris und Brüssel. In Paris besuchte er zudem die CFPB, eine Spezialschule für das Bankenwesen.
Im Anschluss an seine Studien arbeitete Ndiaye für die Nationalbank zur wirtschaftlichen Entwicklung in Senegal. Für die senegalesische Botschaft in Paris war er als Finanzberater zuständig. Beratende Funktion hatte er auch für den Generalsekretär der OPEC in Wien inne. Beratungen in Wirtschafts- und Finanzangelegenheiten nahm er auch für den damaligen Präsidenten Senegals, Abdou Diouf, vor. 
Ndiaye arbeitete danach für die Attijariwafa Bank, einem marokkanischen Kreditinstitut. Ndiaye war der Präsident der senegalesischen Filiale. Zudem war er Vorsitzender der Buchprüfungskommission der Bank.

## Beziehung zum Sport
Mamadou Diagna Ndiaye war aktiver Tennisspieler des Sporting Club Tennis of Dakar und des Tennis Club of the University of Dakar.
Nach seiner aktiven Laufbahn wurde er Präsident des senegalesischen Tennisverbandes und der African Tennis Confederation. Für den ehemaligen Präsidenten der International Tennis Federation, Francesco Ricci Bitti, arbeitete er als Berater. 
Ndiaye war für kurze Zeit Präsident des afrikanischen Fußballverbandes und Vizepräsident des senegalesischen Segelverbandes. Ndiaye ist der Präsident des NOK Senegals.

## Tätigkeiten innerhalb des IOC
Mamadou Diagna Ndiaye ist seit 2015 Mitglied des IOC. Er arbeitete schon zuvor in verschiedenen IOC-Kommissionen als Mitglied und Berater. Seit 2015 ist er Mitglied der Kommissionen für Rechnungsprüfung und für Öffentlichkeitsarbeit und soziale Entwicklung.

## Auszeichnungen
Ndiaye erhielt für seine Verdienste den Orden der Légion d’honneur. Zudem ist er Offizier des senegalesischen Nationalordens des Löwen. Ihm wurde der Orden de Isabel la Católica (Spanien) und der Ouissam Alaouite (marokkanischer Verdienstorden) verliehen.